# Jarosław Janowski (konstruktor lotniczy)
Jarosław Janowski (ur. 7 marca 1943 w Lutomiersku, zm. 11 sierpnia 2016 w Łodzi) – polski konstruktor lotniczy, konstruktor amatorskiego samolotu ultralekkiego J-1 Prząśniczka, pierwszej konstrukcji amatorskiej oficjalnie zarejestrowanej w Polsce po 1945 roku.

## Początek, modelarstwo
W wieku 11 lat zainteresował się modelarstwem lotniczym, zaczął budować modele samolotów i szybowców.
W 1956 roku, jako modelarz, zdobył Mistrzostwo Polski w kategorii modeli z napędem silnikowy modeli szybowców A-1. Na 25 Mistrzostwach Polski Modeli Latających w Grudziądzu w 1960 roku zajął I miejsce w kategorii modeli z napędem silnikowym. W 1959 roku w Aeroklubie Łódzkim zdobył uprawnienia pilota szybowcowego. Aby zbudować samodzielnie samolot przez kilkanaście lat czytał literaturę lotniczą, przeglądał rozwiązania konstrukcyjne w samolotach i szybowcach aeroklubowych. Jego zamysłem było skonstruowanie samolotu o uproszczonej konstrukcji, zbudowanego z dostępnych materiałów, taniego w budowie i eksploatacji.

## Pierwsza konstrukcja J-1 Prząśniczka
W 1967 roku rozpoczął budowę prototypu samolotu jednomiejscowego o konstrukcji drewnianej ze stałym podwoziem według własnego projektu w mieszkaniu na drugim piętrze w Łodzi. W czasie budowy pomagali mu koledzy z Aeroklubu Łódzkiego, Stefan Pilawski i mechanik lotniczy Witold Kalita. Początkiem 1969 roku zakończono w mieszkaniu budowę kadłuba i skrzydeł, i rozpoczęto budowę silnika według własnego pomysłu Janowskiego, gdyż nie posiadał on funduszy na zakupienie odpowiedniego silnika fabrycznego.

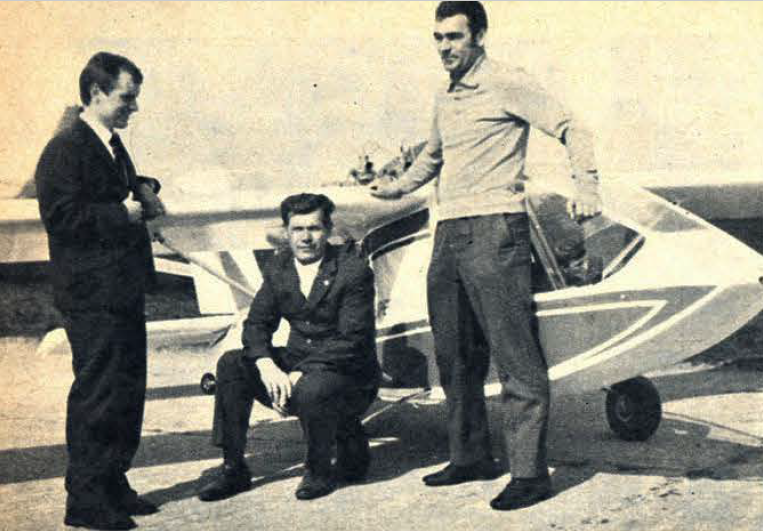
Budowniczowie samolotu J-1 (od lewej): Jarosław Janowski, Witold Kalita i Stefan Pilawski

Janowski do budowy silnika wykorzystał fabryczne części silnika motocykla MZ-250, zakupił dwa cylindry i dwa tłoki, korbowody, gaźniki, układ zapłonowy, a pozostałe części zostały wykonane przez kolegów konstruktora.
15 kwietnia 1969 uruchomiono silnik, który otrzymał nazwę „Saturn 500”. Był to silnik dwucylindrowy, boxer, dwusuwowy, posiadający dwa gaźniki i dodatkowe usprawnienie wymuszonego smarowania silnika na wolnych obrotach pomysłu Janowskiego.
30 lipca 1970 pilot Jerzy Orłowski wykonał pierwszy lot samolotem, który otrzymał oznaczenie J-1 „Prząśniczka”. Próbny lot wykonano bez oficjalnego zezwolenia w tajemnicy, pilot potwierdził dobre właściwości lotne samolotu. Konstruktor starał się wcześniej o zezwolenie na oblot samolotu, dostarczając dokumentację i opis techniczny samolotu. Jednak biurokratyczna niechęć Inspektoratu Kontroli Cywilnych Statków Powietrznych i restrykcyjne przepisy w PRL nie przewidywały możliwości zarejestrowania samolotu amatorskiej budowy. Wymagania wykonania obliczeń wytrzymałościowych i szczegółowej dokumentacji technicznej były nieosiągalne do zrealizowania przez amatora-konstruktora, a polski przemysł lotniczy nie był zainteresowany badaniami, testami i produkcją samolotu oraz silnika pomysłu Janowskiego. Nagłośniono sprawę konstruktora „Prząśniczki” w czasopismach „Razem” i „Kulisy” oraz w „Dzienniku Łódzkim” ukazały się artykuły o budowie samolotu. W programach telewizyjnych Progi i bariery oraz Telewizyjny Ekran Młodych przedstawiono historię budowy i trudności Janowskiego w zarejestrowaniu samolotu.
Instytut Lotnictwa pod wpływem mediów w 1972 roku przyjął młodego utalentowanego konstruktora do pracy w zespole konstrukcyjnym samolotu PZL-106 Kruk, a samolot J-1 cztery miesiące później przyjęto do badania i testów, których jednak nie przeprowadzono.
W 1973 roku profesor Politechniki Warszawskiej Zbigniew Brzoska wykonał ekspertyzę konstrukcji samolotu, wykonał pobieżne obliczenia konstrukcyjne i stwierdził, że samolot spełnia wymagania Instytutu Lotnictwa. Ta opinia prof. Brzoski, który kierował Katedrą Wytrzymałości Materiałów i Konstrukcji spowodowała, że samolot i silnik przeszły testy i próby w locie, samolot uzyskał certyfikat Instytutu Lotnictwa. W grudniu 1974 roku, po prezentacji samolotu J-1 Prząśniczka w programie Progi i bariery otrzymał tytuł Człowieka miesiąca.
8 czerwca 1976 roku samolot J-1 został zarejestrowany jako motoszybowiec i został wpisany do Rejestru Cywilnych Statków Powietrznych ze znakiem rejestracyjnym SP-002. Zastrzeżono, że nie wolno Janowskiemu rozpowszechniać dokumentacji tego samolotu. Następnego dnia Janowski zawiedziony nieuzasadnionym zakazem zrezygnował z pracy w Instytucie Lotnictwa. W tym czasie Janowski jako konstruktor zyskał sławę w świecie po ukazaniu się opisu samolotu J-1 oraz silnika lotniczego „Saturn 500” w amerykańskim czasopiśmie lotniczym „Sport Aviation” oraz w polskim „Skrzydlata Polska”.
Konstruktor otrzymał ponad 500 listów z całego świata, otrzymał propozycję zakupu silnika i planów konstrukcyjnych samolotu. Ze względu na specyficzne wymagania rynku amerykańskiego Janowski dostosował wersję podstawową samolotu J-1 „Prząśniczka” na rynek amerykański, a wersja ta otrzymała oznaczenie J-1B Don Quixote.
Na podstawie planów Janowskiego wybudowano na całym świecie kilkanaście sztuk tego samolotu, a w USA, Szwecji i Francji były budowane i uzyskiwały certyfikaty w kategorii „experimental” odpowiednich instytucji lotniczych przy uproszczonych wymaganiach i przepisach przewidzianych dla samolotów konstrukcji amatorskich (tzw. homebuild). W późniejszym czasie już jako znany w świecie konstruktor został członkiem międzynarodowej organizacji lotniczej „Experimental Aircraft Assocation” (Stowarzyszenie Lotnictwa Eksperymentalnego). Historia „walki” Janowskiego o zarejestrowanie samolotu z ówczesnymi władzami i przepisami PRL stała się inspiracją do napisania scenariusza filmu fabularnego pt. Wysokie loty, autorami którego byli Ryszard Filipski i Władysław Wojciechowski.  W filmie w obsadzie aktorskiej wystąpił Jarosław Janowski w roli pilota oblatywacza oraz samolot J-1 Prząśniczka, nazwany w filmie „Don Kichot”.
W 1983 roku w dwumiesięczniku „Plany Modelarskie” opublikowano plany modelu samolotu J-1 Prząśniczka (w skali 1:3), który jest budowany przez wielu modelarzy na świecie. Reżyser Wiesław Czubaszek nakręcił w 1973 roku film dokumentalny, krótkometrażowy pt. Ikar dzisiaj o konstruktorze i samolocie J-1 Prząśniczka.

## Następne projekty samolotów i motoszybowców
Następne projekty samolotów to podobnej klasy samoloty wzorowane na pierwowzorze J-1: J-2 Polonez – Janowski sprzedał ok. 200 egzemplarzy dokumentacji technicznej, a kilka egzemplarzy wybudowano i zarejestrowano w Polsce, J-3 Orzeł (Eagle) zbudowano tylko jeden egzemplarz, który dokończono i oblatano w Kanadzie. J-4 Solidarność to zaprojektowany samolot szkoleniowy dla aeroklubów, po ogłoszeniu stanu stan wojennego w 1981 budowy prototypu nie ukończono. J-5 Marco zaprojektowany jako kompozytowa konstrukcja według najnowszej w owym czasie technologii z użyciem do budowy włókna szklanego i żywicy, samolot ten posiadał innowacyjny w owym czasie krótki drążek sterowy w formie joysticka przy burcie kabiny.
Pierwsze próby w locie motoszybowca J-5 wykonał w 1985 pilot doświadczalny January Roman oraz Jan Gawęcki.
J-5 Marco produkowany był w Łodzi w zestawach do samodzielnego montażu na rynki zachodnie przez prywatną firmę „Marco-Electronic”, której założycielem był Janowski wspólnie z Sobiesławem Zasadą.
W 1984 na zlocie konstrukcji samolotów amatorskich w Offenburgu J-5 Marco otrzymał nagrodę za najlepszą aerodynamikę, w tym samym roku we włoskim Venegono Superiore samolot ten wśród 100 konstrukcji z całego świata zdobył dwie główne nagrody, za najlepszą konstrukcję motoszybowca i najlepszą konstrukcję aerodynamiczną.
W 1991 Janowski zaprojektował samolot J-6 Fregata, który był rozwinięciem Marco J-5.
Pod koniec 1991 roku wspólnie z pilotem oblatywaczem Januarym Romanem założył firmę lotniczą J & AS Design, która rozpoczęła produkcję motoszybowca J-6 Fregata przeznaczonego na rynek amerykański. W latach 90. Fregata brała udział w targach lotniczych we Friedrichshafen w 1998, gdzie firma BAE Systems – drugi na świecie producent uzbrojenia, zainteresowała się konstrukcją J-6 Janowskiego i zawarła kontrakt na dostawę gotowych płatowców. BAE na bazie J-6  wyprodukowała bezzałogowe statki powietrzne nazwane HERTI-1A. 
Ostatni planowany projekt konstruktora, dwumiejscowa Fregata J-7, nie został zrealizowany.
Jarosław Janowski zmarł 11 sierpnia 2016 w Łodzi i został pochowany w rodzinnym Lutomiersku.

## Konstrukcje Jarosława Janowskiego
| J-1 Prząśniczka   | jednomiejscowy samolot ultralekki, 1-silnikowy górnopłat, (1967)   |
| J-2 Polonez       | jednomiejscowy samolot ultralekki, 1-silnikowy średniopłat (1977)  |
| J-3 Orzeł (Eagle) | jednomiejscowy samolot ultralekki, 1-silnikowy średniopłat, (1978) |
| J-4 Solidarność   | dwumiejscowy samolot szkoleniowy, 1-silnikowy dolnopłat, (1980)    |
| J-5 Marco         | jednomiejscowy motoszybowiec, 1-silnikowy średniopłat, (1983)      |
| J-6 Fregata       | jednomiejscowy motoszybowiec, 1-silnikowy średniopłat, (1991)      |